# 京都先端科学大学バイオ環境学部・大学院バイオ環境研究科
京都先端科学大学バイオ環境学部(きょうとせんたんかがくだいがくバイオかんきょうがくぶ、英称：Faculty of Bioenvironmental Science)は、京都先端科学大学に置かれている大学の学部の一つ。京都先端科学大学大学院バイオ環境研究科(きょうとせんたんかがくだいがくだいがくいんバイオかんきょうけんきゅうか、英称：Graduate School of Bioenvironmental Science）は、同大学大学院に置かれている大学院研究科の一つ。
生物環境工学（生物工学と環境学の周辺領域を連携させた学域、一部は農学）に係わる教育・研究を行っている。

## 概要
現在この名前の学部を持つのは京都先端科学大学だけである。キャンパスは、京都亀岡キャンパス。
英称のBioenvironmentalは、翻訳の過程で日本語定訳がない。類似した名称が数多くある学部名、あるいは学科名である。
各学科で大学院・教員・公務員養成用コースが設置されている。バイオ環境学部バイオサイエンス学科および食農学科の食品衛生コースは、食品衛生管理者および食品衛生監視員の養成施設として厚生労働大臣の登録を受けているため、所定の科目を修得し卒業するバイオサイエンス学科および食農学科所属の卒業生は、食品衛生管理者あるいは食品衛生監視員となる資格を有している。

## 沿革
- 1951年（昭和26年）3月 - 1925年（大正14年）3月開校の京都商業学校（1944年（昭和19年）3月京都商業学校を京都工業学校に転換、財団法人京都工業学校）1946年設立の財団法人京都学園を解散し、学校法人京都学園設立
- 1969年（昭和44年）4月 - 京都府亀岡市に京都学園大学を開学。
- 1994年（平成6年）4月 - 京都学園大学に大学院修士課程を開設。
- 2006年（平成18年）4月 - 京都学園大学にバイオ環境学部を開設。バイオサイエンス学科（分子生命科学分野、生物機能開発分野）・バイオ環境デザイン学科（生物・環境調査分野、水質・環境管理分野、造園・環境デザイン分野）を設置
- 2010年（平成22年）4月 - 京都学園大学大学院バイオ環境研究科バイオ環境専攻博士前期課程・博士後期課程を開設。
- 2015年（平成27年）4月 - 京都学園大学バイオ環境学部に食農学科（農業生産分野、6次産業分野、食品加工・発酵醸造分野）を開設。
- 2019年（平成31年）4月 - 法人名を学校法人永守学園に変更。大学名を京都先端科学大学に、大学院名を京都先端科学大学大学院に変更。
- 2014年（令和6年）4月 - 分野・コースを下記のとおり改組。

## 組織
バイオ環境学部
- バイオサイエンス学科：分子生命科学コース、生物機能開発コース、大学院・理科教員・公務員コース - 研究室は、植物環境生理学、食品機能開発学、植物バイオテクノロジー、植物機能開発学、微生物機能開発学、応用微生物学、分子生物学、細胞生物学、生体制御、生物有機化学、免疫学、バイオ環境、の各研究室
- バイオ環境デザイン学科：生物・環境調査コース、水質・環境管理コース、生物資源循環コース、理科教員・公務員コース - 研究室は、里山環境、昆虫生態学、保全生態学、環境物理学、環境情報、景観生態学、水環境、水域生態学、地域共生、バイオマス、生物資源管理、環境管理研究、の各研究室
- 食農学科：農業生産コース、食品加工・発酵醸造コース、アグリビジネスコース、農業科教員・大学院・公務員コース - 研究室は、新種苗開発、食資源生産、農地環境、農業経営、食品機能・分析学、食品開発、発酵醸造学、食品加工、の各研究室

、
参照。
大学院バイオ環境研究科
- バイオ環境専攻（博士課程前期）
  - 食農領域
    - 食資源コース：農業生産学研究分野、農地環境研究分野
    - 食品開発コース：食品加工学研究分野、発酵醸造学研究分野

  - バイオ環境デザイン領域
    - 環境再生コース：ランドスケープデザイン研究分野、水環境研究分野
    - 生物・環境コース：環境教育研究分野、里山環境研究分野

  - バイオサイエンス領域
    - 分子生命科学コース：生物有機化学研究分野、分子生物学研究分野
    - 生物機能開発コース：微生物機能開発学研究分野、食品機能学研究分野、植物バイオテクノロジー研究分野

- バイオ環境専攻（博士課程後期）
  - 食農研究
  - バイオ環境デザイン研究
  - グリーンバイオ研究